# آمترکماخی
آمترکماخی (به لاتین: Ameterkmakhi) یک منطقهٔ مسکونی در روسیه است که در داغستان واقع شده‌است.